# Brinck (album)
Brinck er debutalbummet fra den danske sanger og sangskriver Niels Brinck, der udkom den 4. juli 2008 på Copenhagen Records. Albummet blev genudgivet i 2009 på Mermaid Records, med Dansk Melodi Grand Prix-vindersangen "Believe Again" samt de to nye sange "Someday" og "The 1. "The 1" blev oprindeligt udgivet som X Factor-vinder Martins første single i 2008.

## Spor
| #   | Titel                                                    | Sangskriver(e)            | Producer(e)               | Længde |
| --- | -------------------------------------------------------- | ------------------------- | ------------------------- | ------ |
| 1.  | "Close But Still Out of Sight"                           | Brinck, Martin Juncker    | Óli Poulsen, Brinck (co.) |        |
| 2.  | "In the End I Started"                                   | Brinck                    | Brinck                    |        |
| 3.  | "I Don't Wanna Love Her"                                 | Brinck, Jean-Pierre Taïeb | Poulsen                   |        |
| 4.  | "Don't Give Up"                                          | Brinck                    | Brinck                    |        |
| 5.  | "Viktoria"                                               | Brinck, James Thomas      | Brinck                    |        |
| 6.  | "Heaven's Close to Hell"                                 | Brinck                    | Brinck                    |        |
| 7.  | "Follow Your Dreams"                                     | Brinck, Thomas            | Poulsen                   |        |
| 8.  | "Love Me Or Leave Me"                                    | Brinck                    | Brinck                    |        |
| 9.  | "Be Careful What You Wish For"                           | Brinck                    | Poulsen, Brinck (co.)     |        |
| 10. | "It's Me You're Dancing With"                            | Brinck                    | Poulsen, Brinck (co.)     |        |
| 11. | "Light in the Dark"                                      | Brinck, Taïeb             | Poulsen                   |        |
| 12. | "Dig Out the Love"                                       | Brinck                    | Brinck                    |        |
| 13. | "I Don't Wanna Love Her" (acoustic version) (bonus spor) | Brinck, Taïeb             | Poulsen                   |        |

| 1.  | "Believe Again"                | Lars Halvor Jensen, Martin Michael Larsson, Ronan Keating | DEEKAY, Brinck (vokal) | 3:49 |
| 2.  | "Close But Still Out of Sight" | Brinck, Martin Juncker                                    | Óli Poulsen            | 4:21 |
| 3.  | "In the End I Started"         | Brinck                                                    | Brinck                 | 3:25 |
| 4.  | "Someday"                      | Paolo Galgani, Jesper Vestergaard                         | Galgani                | 4:21 |
| 5.  | "I Don't Wanna Love Her"       | Brinck, Jean-Pierre Taïeb                                 | Poulsen                | 3:33 |
| 6.  | "Follow Your Dreams"           | Brinck, James Thomas                                      | Poulsen                | 3:22 |
| 7.  | "Don't Give Up"                | Brinck                                                    | Brinck                 | 4:08 |
| 8.  | "Heaven's Close to Hell"       | Brinck                                                    | Brinck                 | 3:42 |
| 9.  | "It's Me You're Dancing With"  | Brinck                                                    | Brinck, Poulsen (co.)  | 3:41 |
| 10. | "Dig Out the Love"             | Brinck                                                    | Brinck                 | 3:57 |
| 11. | "Love Me Or Leave Me"          | Brinck                                                    | Brinck                 | 3:43 |
| 12. | "The 1"                        | Brinck                                                    | Brinck                 | 4:07 |